# Wild Goose
Wild Goose es una variedad cultivar de ciruelo (Prunus munsoniana o "Goose Plums"), de las denominadas ciruelas americanas. Una variedad de ciruela cuyo origen es de plántula sembrada cerca de Nashville, (Tennessee). Las frutas tienen un tamaño pequeño, ovalado, variando a ovadas, mitades iguales, cavidad pequeña, angosta, poco profunda, más bien abrupta; sutura una línea indistinta; ápice redondeado o puntiagudo; epidermis tiene piel dura, ligeramente astringente, con color rojo brillante, y pulpa de color amarillenta, muy jugosa y fibrosa, tierna y fundente, dulce junto a la piel pero ácida en el centro, vivaz; de regular a buena.

## Sinonimia
- "Nolen Plum",
- "Suwanee".[3][4]

## Historia
'Wild Goose' tiene una historia o quizá fantasía sobre su origen, más romántico que creíble, presenta diversas variantes. Alrededor de 1820, M. E. McCance, quien vivía cerca de Nashville, (Tennessee), abatió un ganso salvaje en su granja; su esposa, al prepararlo, encontró una semilla de ciruela en el buche, la cual después de plantada en el jardín, dio origen al árbol 'Wild Goose'. Las virtudes de la nueva fruta parecen haber sido descubiertas por J. S. Downer, de Fairview (Kentucky), y James Harvey, de Columbia (Tennessee). El primero propagó, nombró e inició la difusión de 'Wild Goose' entre los fruticultores. Se han comercializado muchas variedades de esta ciruela y ha surgido mucha confusión sobre cuál es la verdadera variedad. Dado que las características de 'Wild Goose', incluso en polinización cruzada, se transmiten a su descendencia en un grado notable, el nombre ahora se aplica a una clase de ciruelas en lugar de a una variedad. La "Sociedad Pomológica Americana" colocó esta variedad en la lista del catálogo de frutas de la Sociedad en 1875, la eliminó en 1891 y la reemplazó en 1897.
'Wild Goose' es la primera ciruela nativa norteamericana que se cultivó como variedad independiente. 'Wild Goose' también es probablemente progenitora de más variedades que cualquier otra de las diversas especies nativas cultivadas, y la mayoría de sus descendientes se asemejan tanto a ella que su nombre se ha dado a un grupo de variedades estrechamente relacionadas.
La variedad de ciruela 'Wild Goose' ha sido descrita por : 1. Gard. Mon. 9:105. 1867. 2. Am. Jour. Hort. 5:147. 1869. 3. Am. Pom. Soc. Rpt. 60. 1869. 4. Am. Hort. An. 78. 1870, 5. Country Gent. 35:166. 1870. 6, Am. Pom. Soc. Rpt. 116. 1871. 7. Ibid. 44. 1875. 8. Am. Pom. Soc. Cat. 36. 1875. 9. Am. Pom. Soc. Rpt. 152, 153, 154. 1883. 10. Mathieu Nom. Pom. 454. 1889. 11. Cornell Sta. Bul. 38:51, fig. 3, 86. 1892. 12. Tex. Sta. Bul. 32:482, fig. 4. 1894. 13. Vt. Sta. An. Rpt. 10:99, 104. 1897. 14. Wis. Sta. Bul. 63:24, 6$ fig. 31. 1897. 15. Ala. Col. Sta. Bul. 112:178. 1900. 16. Waugh Plum Cult. 189, 190. 1901. 17. Ga. Sta. Bul. 67:284. 1904. 18. S. Dak. Sta. Bul. 93:42. 1905. 19. Ohio Sta. Bul. 162:258. 1905.

## Características
'Wild Goose' árbol de tamaño muy grande y vigoroso, muy extendido, de copa plana, resistente en los climas fríos de Norteamérica, productivo; ramas ásperas y peludas, de color gris ceniza oscuro, con numerosas lenticelas grandes y alargadas; ramitas delgadas, largas, con entrenudos de longitud media, de color rojo verdoso que cambia a marrón rojizo opaco, brillantes, glabras, con muchas lenticelas grandes, visibles y elevadas; yemas de las hojas pequeñas, cortas, obtusas, libres. La variedad está clasificada por algunos autores entre las que necesitan polinización cruzada para asegurar grandes cosechas.
'Wild Goose' tiene una talla de fruto de tamaño pequeño, de forma ovalado, variando a ovadas, mitades iguales, cavidad pequeña, angosta, poco profunda, más bien abrupta; sutura una línea indistinta; ápice redondeado o puntiagudo; epidermis tiene piel dura, ligeramente astringente, se separa fácilmente, con color rojo brillante, cubierto de pruina fina,  puntos pocos en número, rojizos claros, algo visibles, agrupados alrededor del ápice; Pedúnculo unido a un crecimiento parecido a un tallo de los espolones del fruto da la apariencia en el árbol de un tallo articulado, muy delgado; pulpa de color amarillenta, muy jugosa y fibrosa, tierna y fundente, dulce junto a la piel pero ácida en el centro, vivaz; de regular a buena.
Hueso adherido, largo y de forma ovalada estrecha, aplanada, ligeramente estrechada en la base, aguda en el ápice, rugosa; sutura ventral ancha, roma, estriada; sutura dorsal aguda o con un surco poco profundo e indistinto.
Fruto muy temprano, temporada de longitud media.

## Usos
'Wild Goose' sigue siendo una de las ciruelas nativas estadounidenses favoritas; probablemente se cultiven más árboles que cualquier otra ciruela nativa. Sus cualidades son: color brillante y atractivo; pulpa tierna y fundente con un sabor vivaz y refrescante; piel resistente que la hace ideal para el transporte y la conservación a largo plazo; relativamente libre de podredumbre parda y curculiónidos, y un árbol grande, resistente, sano, y con polinización cruzada, muy productivo. 'Wild Goose' al menos se puede recomendar para plantaciones domésticas, y en algunas localidades, como ciruela de mercado. Donde se plante, debería haber otra variedad nativa floreciendo simultáneamente para facilitar la polinización cruzada.
Puede valer la pena cultivar 'Wild Goose' también como ciruela ornamental por sus atractivos frutos de color rojo brillante.